# Kreis Erstein
| Basisdaten               | Basisdaten                  |
| ------------------------ | --------------------------- |
| Bundesstaat              | Reichsland Elsaß-Lothringen |
| Bezirk                   | Unterelsaß                  |
| Verwaltungssitz          | Erstein                     |
| Fläche                   | 498 km² (1910)              |
| Einwohner                | 65.159 (1910)               |
| Bevölkerungsdichte       | 131 Einw./km² (1910)        |
| Gemeinden                | 50 (1910)                   |
| Lage des Kreises Erstein |                             |
|                          |                             |

Der Kreis Erstein war vom 11. Januar 1871 bis 1920 ein deutscher Landkreis im Bezirk Unterelsaß des Reichslandes Elsaß-Lothringen. Das Gebiet des Kreises liegt heute im Wesentlichen im Arrondissement Sélestat-Erstein  des französischen Départements Bas-Rhin.

## Geschichte
Nachdem Elsaß-Lothringen durch den Frankfurter Friedensvertrag an das Deutsche Reich gefallen war, wurde 1871 aus dem bis dahin französischen Arrondissement Erstein der Kreis Erstein gebildet. Nach dem Ende des Ersten Weltkrieges wurde der Kreis 1918 von Frankreich besetzt, kam am 17. Oktober 1919 unter französische Verwaltung und gehörte mit dem Inkrafttreten des Versailler Vertrages am 10. Januar 1920 wieder als Arrondissement Erstein dem französischen Staat an.
Im Zweiten Weltkrieg stand Elsaß-Lothringen von 1940 bis 1944 unter deutscher Besatzung. Während dieser Zeit bildete das Gebiet des Arrondissements Erstein zunächst den Landkreis Erstein. 1941 wurde der Landkreis aufgelöst und sein Gebiet auf die Nachbarkreise Molsheim, Straßburg und Schlettstadt aufgeteilt. Der Kreis wurde nicht im völkerrechtlichen Sinne annektiert, sondern war dem Gauleiter für den Gau Baden in Karlsruhe unterstellt. Zwischen November 1944 und Februar 1945 wurde das Kreisgebiet durch alliierte Streitkräfte zurückerobert und wieder an Frankreich zurückgegeben.

## Politik

### Kreisdirektoren
Die Landräte des Kreises trugen die Amtsbezeichnung Kreisdirektor.
1872–187300Albert Halley
1874–188200Carl Boehm
1882–188400Bernhard Hartenstein (1840–1889)
1884–188500Karl Wilhelm Mandel (* 1851)
1886–188800Otto Pöhlmann (1848–1927) (Jehke gibt ab 1885 an)
1892–189500Peucer (Jehke gibt ab 1889 an)
1898–190100Bernhard Baumbach
1901–191000Wilhelm Lautz
1911–191200Walther Kleemann
1913–191600Otto Biffé
1917–191800Georg Lang von Langen (Jehke gibt ab 1916 an)

### Landesausschuss
1879 bis 1911 wählte der Kreis jeweils einen Vertreter in den Landesausschuss des Reichslandes Elsaß-Lothringen. Dies waren
1879–189000François Zorn von Bulach (1828–1890)
1890–189500Hugo Zorn von Bulach (1851–1921)
1895–191100Alphonse Gilliot (1849–1927)

### Landkommissar
1940–999900Werner Cyprian (kommissarisch)

### Landräte
1940–194100Werner Cyprian

## Einwohnerentwicklung
| Einwohner     | 1871   | 1890   | 1900   | 1910   |
| ------------- | ------ | ------ | ------ | ------ |
| Kreis Erstein | 65.661 | 61.711 | 62.962 | 65.159 |

Gemeinden mit mehr als 2000 Einwohnern (Stand 1910):
| Gemeinde              | Einwohner |
| --------------------- | --------- |
| Benfeld               | 2.640     |
| Erstein               | 6.061     |
| Geispolsheim          | 2.233     |
| Illkirch-Grafenstaden | 6.522     |
| Lingolsheim           | 2.298     |
| Oberehnheim           | 3.915     |

## Gemeinden
Im Jahre 1910 umfasste der Kreis Erstein 50 Gemeinden:
| - Benfeld - Bernhardsweiler - Bläsheim - Bolsenheim - Boofzheim - Burgheim - Daubensand - Düppigheim - Düttlenheim - Enzheim - Erstein - Eschau - Fegersheim | - Friesenheim - Geispolsheim - Gerstheim - Goxweiler - Herbsheim - Hindisheim - Hipsheim - Holzheim - Hüttenheim - Ichtratzheim - Illkirch-Grafenstaden - Innenheim - Kerzfeld | - Kogenheim - Krautergersheim - Limersheim - Lingolsheim - Lipsheim - Matzenheim - Meistratzheim - Niederehnheim - Nordhausen - Obenheim - Oberehnheim - Osthausen - Ostwald | - Plobsheim - Rheinau - Roßfeld - Sand - Schäffersheim - Sermersheim - Uttenheim - Walf - Westhausen - Witternheim - Zellweiler |